# Dobrica Ćosić
Dobrosav "Dobrica" Ćosić (in serbo: Добросав Добрица Ћосић, pronuncia [dɔ̂brit͡sa t͡ɕɔ̌ːsit͡ɕ]; Trstenik, 29 dicembre 1921 – Belgrado, 18 maggio 2014) è stato un politico e scrittore jugoslavo, primo presidente della Repubblica Federale di Jugoslavia dal 1992 al 1993.
È spesso citato come uno degli ideologi della Grande Serbia. Definito "padre della patria" dai suoi sostenitori, gli avversari hanno usato il termine in senso ironico.

## Biografia

### Gioventù e carriera
Ćosić nacque nel 1921 nel villaggio di Velika Drenova nei pressi di Trstenik, nell'allora regno di Jugoslavia. In gioventù frequentò studi in ambito agrario ad Aleksandrovac ed entrò in contatto con le associazioni giovanili comuniste nel 1939 a Negotin. Nel 1941, quando la seconda guerra mondiale raggiunse la Jugoslavia, Ćosić si arruolò nelle milizie partigiane jugoslave.
Alla fine del conflitto in Jugoslavia con la liberazione di Belgrado nel 1944, continuò a ricoprire ruoli di leadership nell'establishment comunista, compresa la commissione di agitazione e propaganda della repubblica serba e in seguito come rappresentante popolare della sua regione di origine. Nei primi anni cinquanta visitò il campo di concentramento dell'isola Calva, dove erano detenuti gli oppositori politici del regime comunista.
Nel 1956 si trovava a Budapest per incontrare gli editori delle riviste letterarie nei paesi socialisti, proprio nei giorni in cui si infiammò la rivoluzione ungherese di protesta anti-sovietica. Ćosić rientrò a Belgrado solo il 31 ottobre dello stesso anno, con un aereo della croce rossa, e non fu mai chiaro se la concomitanza della sua visita con la rivolta fu una coincidenza o una missione opportunamente pianificata come agente jugoslavo. Ad ogni modo Ćosić tenne discorsi a favore della causa ungherese e al suo ritorno in patria scrisse un rapporto dettagliato sugli avvenimenti di Budapest che in parte fu incluso nel saggio "Sette giorni a Budapest", pubblicato successivamente.
Nel 1961 seguì il maresciallo Tito in una lunga visita di 72 giorni ad otto stati africani non-allineati a bordo dello yacht presidenziale Galeb.

### Opposizione
Il viaggio diplomatico riassumeva lo stretto rapporto di fiducia della dirigenza comunista nei confronti di Ćosić, il quale era a sua volta un devoto di Tito e della sua politica. A partire dai primi anni sessanta tuttavia la visione armoniosa della Jugoslavia, tipica dell'amministrazione di Tito, mostrò agli occhi di Ćosić i primi scricchiolii. Tra il 1961 e il 1962 venne in contrasto con l'intellettuale sloveno Dušan Pirjevec in materia di autonomia, nazionalismo e centralismo in Jugoslavia. Pirjevec, esponente del Partito Comunista di Slovenia, sosteneva un modello di sviluppo decentralizzato a tutela delle autonomie locali; al contrario Ćosić supportava un ruolo forte dell'autorità federale, ammonendo della minaccia dei nazionalismi periferici. La polemica costituì il primo attrito interno al Partito Comunista di Jugoslavia dopo la seconda guerra mondiale ed ebbe fine solo con il diretto intervento di Tito a supporto delle tesi di Ćosić. Ciononostante, a partire dal 1962 la politica interna di Tito fu sempre più condizionata dalla spinte autonomiste perorate da Pirjevec e dal Partito Comunista Sloveno.
Ćosić vedeva nella decentralizzazione dell'amministrazione statale una minaccia per la popolazione serba. Nel maggio del 1968 tenne un famoso discorso al 14° plenum del comitato centrale della Lega dei Comunisti di Jugoslavia in cui criticò la corrente politica nazionalista in Jugoslavia; non condivideva in particolare le sempre maggiori autonomie concesse dal governo nei confronti del Kosovo e Voivodina. In seguito a questo intervento e a causa del suo forte nazionalismo serbo fu espulso dal partito ed in seguito agì da dissidente.
Tornò ad occuparsi di politica negli anni ottanta, dopo la morte di Tito, contribuendo alla creazione e guidando personalmente un movimento inizialmente volto all'ottenimento dell'uguaglianza della Serbia all'interno della federazione jugoslava ma che brevemente acquisì intensità e aggressività. Era particolarmente attivo nell'appoggio ai diritti delle popolazioni serbe e montenegrine del Kosovo.
Nel 1989 supportò la leadership di Slobodan Milošević, mentre due anni più tardi contribuì all'ascesa di Radovan Karadžić a capo dei serbi di Bosnia. Allo scoppio della guerra nel 1991, Ćosić era un ardente sostenitore della causa serba.

### Durante e dopo le guerre jugoslave
Nel giugno del 1992 fu eletto presidente della Repubblica Federale di Jugoslavia che all'epoca era costituita da Serbia e Montenegro. L'elezione fu approvata da Milošević nel tentativo di recuperare il supporto dell'Intelligencija che aveva preso le distanze dallo stesso leader serbo.
Nell'ottobre e novembre dello stesso anno, sembrava aver preso le distanze dal presidente serbo e rivendicare un ruolo più autonomo come presidente della neonata SRJ. Sembrava inoltre che potesse concorrere alla carica di presidente della Serbia contro Milošević, tuttavia la malattia e una certa riluttanza a continuare la carriera politica lasciarono spazio a Milan Panić come principale oppositore di Milošević.
Già un anno dopo l'elezione, il 1º giugno 1993, Ćosić fu destituito dalla sua carica a scrutinio segreto di entrambi i consigli del Parlamento federale in seguito ad attriti sorti con Milošević.
Nel 2000 aderì al movimento Otpor!, un'organizzazione di opposizione a Milošević. Nel 2008 espressamente manifestò il proprio supporto nei confronti dell'operato di Ratko Mladić e dell'Esercito Serbo-Bosniaco durante la guerra in Bosnia.
Nel 2006 Ćosić si espresse per la secessione del Kosovo come unica soluzione alla crisi del Kosovo, affiancato da Zoran Đinđić prima che questi venisse ucciso. Ricevette inoltre supporto dal linguista statunitense Noam Chomsky, il quale dichiarò durante un'intervista alla televisione serba:
(Noam Chomsky, intervistato da Danilo Mandić)
L'intervista dette il via ad uno scambio epistolare tra i due dissidenti, parte del quale fu pubblicato dalla rivista serba NIN.

### Morte
Dobrica Ćosić morì il 18 maggio 2014 nella sua casa nei pressi di Belgrado all'età di 92 anni.

## Opere letterarie
Ćosić è ricordato come uno dei maggiori esponenti della narrativa storica dei Balcani. Fu un prolifico scrittore, vincitore per due volte del prestigioso premio NIN.
- Dаleko je sunce (1951). Traduzione italiana: Il sole era lontano, Editori Riuniti, Roma 1957
- Koreni (1954)
- Deobe 1-3 (1961)
- Akcija (1964)
- Bаjkа (1965)
- Moć i strepnje (1971)
- Vreme smrti 1-4 (1972–1979)
- Stvarno i moguće (1982)
- Vreme zlа: Grešnik (1985)
- Vreme zlа: Otpаdnik (1986)
- Vreme zlа: Vernik (1990)
- Promene (1992)
- Vreme vlаsti 1 (1996)
- Piščevi zаpisi 1951—1968 (2000)
- Piščevi zаpisi 1969—1980 (2001)
- Piščevi zаpisi 1981—1991 (2002)
- Piščevi zаpisi 1992—1993 (2004)
- Srpsko pitаnje 1-2 (2002–2003)
- Pisci mogа vekа (2002)
- Kosovo (2004)
- Prijаtelji (2005)
- Vreme vlаsti 2 (2007)
- Piščevi zаpisi 1993—1999 (2008)
- Piščevi zаpisi 1999—2000: Vreme zmijа (2009)
- Srpsko pitanje u XX veku (2009)
- U tuđem veku (2011)
- Rat u Bosni (2012)
- Kosovo 1966-2013 (2013)